# Лісний (Марі-Турецький район)
Лісни́й (рос. Лесной, марій. Лесной) — селище у складі Марі-Турецького району Марій Ел, Росія. Входить до складу Марі-Біляморського сільського поселення.

## Населення
Населення — 156 осіб (2010; 183 у 2002).
Національний склад (станом на 2002 рік):
- росіяни — 57 %
- марійці — 41 %